# Een dag Fellini
Een dag Fellini  is een gefilmde reportage van Philo Bregstein in Cinecitta in Rome, zomer 1969, terwijl Federico Fellini bezig is met de opnamen voor zijn film Satyricon. De reportage beperkt zich tot het weergeven van één dag, vanaf het aankomen van acteurs en technici tot het vertrek 's avonds. Er komt een interview in voor van Fellini  in de deux chevaux van Bregstein.  De kopie van de film is onvindbaar.